# Puhuitzé
Puhuitzé är en ort i Mexiko.   Den ligger i kommunen Aquismón och delstaten San Luis Potosí, i den centrala delen av landet, 250 km norr om huvudstaden Mexico City. Puhuitzé ligger 259 meter över havet och antalet invånare är 787.
Terrängen runt Puhuitzé är kuperad åt sydväst, men åt nordost är den platt. Runt Puhuitzé är det ganska glesbefolkat, med 48 invånare per kvadratkilometer. Närmaste större samhälle är Tampate, 6,2 km sydost om Puhuitzé. I omgivningarna runt Puhuitzé växer i huvudsak städsegrön lövskog.